# Sjørring Sogn
Sjørring Sogn er et sogn i Thisted Provsti (Aalborg Stift).
I 1800-tallet var Thorsted Sogn anneks til Sjørring Sogn. Begge sogne hørte til Hundborg Herred i Thisted Amt. Sjørring-Thorsted sognekommune blev ved kommunalreformen i 1970 indlemmet i Thisted Kommune.
I Sjørring Sogn ligger Sjørring Kirke.
I sognet findes følgende autoriserede stednavne:
- Bavnehøj (areal)
- Dollerup (bebyggelse, ejerlav)
- Galgehøj (areal)
- Glashøj (areal)
- Hulgårde (bebyggelse)
- Næstrup (bebyggelse, ejerlav)
- Ravnshøje (areal)
- Sjørring (bebyggelse, ejerlav)
- Sjørring Sø (areal)
- Skårup (bebyggelse, ejerlav)
- Sperring (bebyggelse, ejerlav)
- Sperring Sø (areal)
- Stavshøj (areal)